# Proxmox Virtual Environment
Proxmox Virtual Environment, o Proxmox VE, entorno de virtualización de servidores de código abierto. Es una distribución de GNU/Linux basada en Debian, con una versión modificada del Kernel Ubuntu LTS y permite el despliegue y la gestión de máquinas virtuales y contenedores. Proxmox VE incluye una consola Web y herramientas de línea de comandos, y proporciona una API REST para herramientas de terceros. Dos tipos de virtualización son compatibles: los contenedores basados con LXC (a partir de la versión 4.0 reemplaza OpenVZ, utilizado en la versión 3.4, incluido), y la virtualización con KVM.
Viene con un instalador e incluye un sitio Web basado en la interfaz de administración.
Proxmox VE está bajo la licencia GNU Affero General Public License, versión 3.

## Historia
El desarrollo de Proxmox VE empezó cuando Dietmar y Martin Maurer, dos desarrolladores de Linux, encontraron que OpenVZ no tenía ninguna herramienta de copias de seguridad y tampoco una GUI de administración. KVM fue apareciendo al mismo tiempo en Linux, y se añadió poco después.
La primera versión pública tuvo lugar en abril de 2008, y la plataforma se ganó rápidamente atractivo uso. Fue una de las pocas plataformas en proporcionar soporte para contenedores fuera de lo común y una virtualización completa, administrado con una interfaz gráfica de usuario Web similares a las plataformas de ofertas comerciales.

## Características
Las principales características de Proxmox VE son:
- Es de código abierto
- Permite la migración en vivo
- Dispone de una alta habilitación de puentes de red
- Plantillas de construcción de SO
- Copias de seguridad programadas
- Herramientas de línea de comandos.[11]

### Modelo de almacenamiento
Proxmox VE soporta almacenamiento local con el grupo LVM, el directorio y ZFS, así como tipos de red de  almacenamiento con iSCSI, Canal de fibra, NFS, GlusterFS, CEPH.

### Clúster de alta disponibilidad
Proxmox VE puede ser agrupado a través de múltiples nodos de servidor.
Desde la versión 2.0, Proxmox VE ofrece una opción de alta disponibilidad para grupos basados en la pila de comunicaciones Corosync. Los servidores virtuales individuales pueden ser configurados para su alta disponibilidad, el uso de Red Hat cluster suite. Si un nodo de Proxmox no esté disponible o los servidores virtuales no pueden moverse automáticamente a otro nodo y se reinicia.
La base de datos y el FUSIBLE basado en el sistema de archivos de Proxmox de Clúster (pmxcfs) hace que sea posible llevar a cabo la configuración de cada nodo del clúster a través de la pila de comunicaciones de Corosync.

### Migración en vivo
En un clúster HA que ejecuta máquinas virtuales se pueden mover de un servidor físico a otro sin tiempo de inactividad.

### Dispositivos virtuales
Proxmox VE dispone de servidor de dispositivos de software preempacados que puede ser descargados a través de la interfaz gráfica de usuario. Es posible descargar e implementar los aparatos de la TurnKey Linux Virtual Appliance Library.